# Lactobacillus fermentum
Lactobacillus fermentum è un probiotico ed è una specie di batterio appartenente alla famiglia delle Lactobacillaceae.